# Porsche Carrera GT

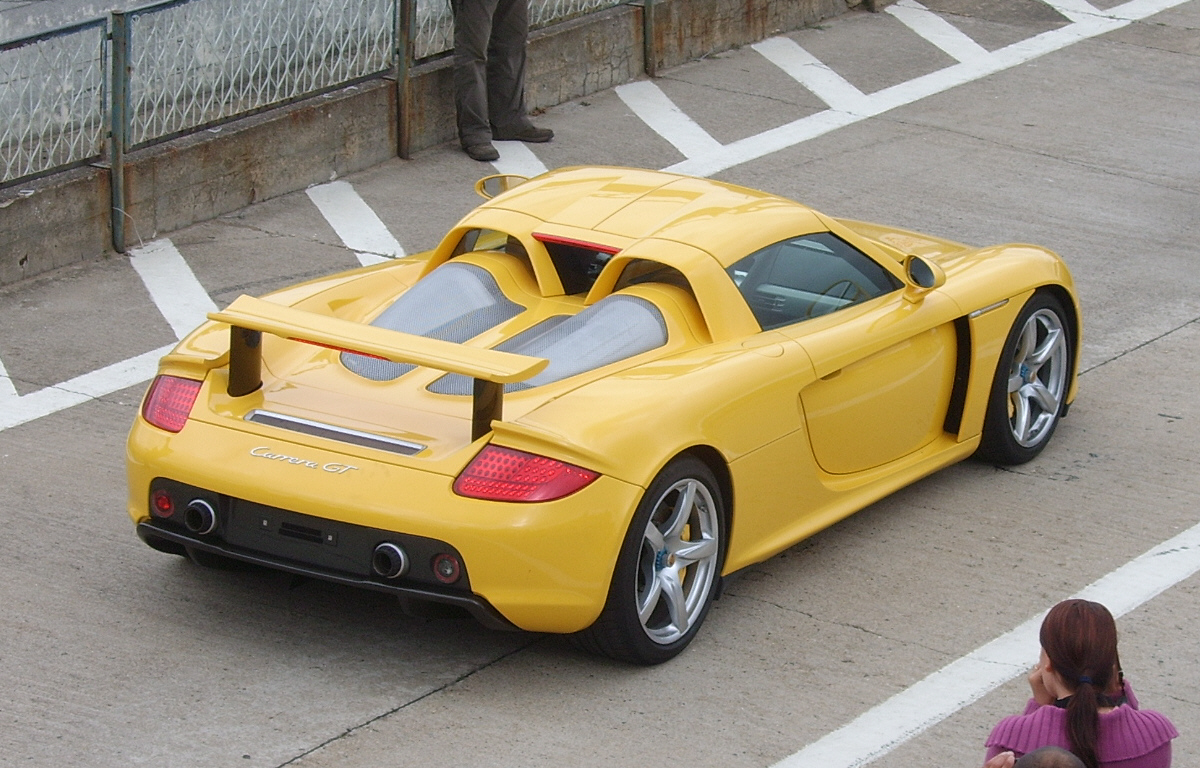
Vista posterior d'un Porsche Carrera GT.

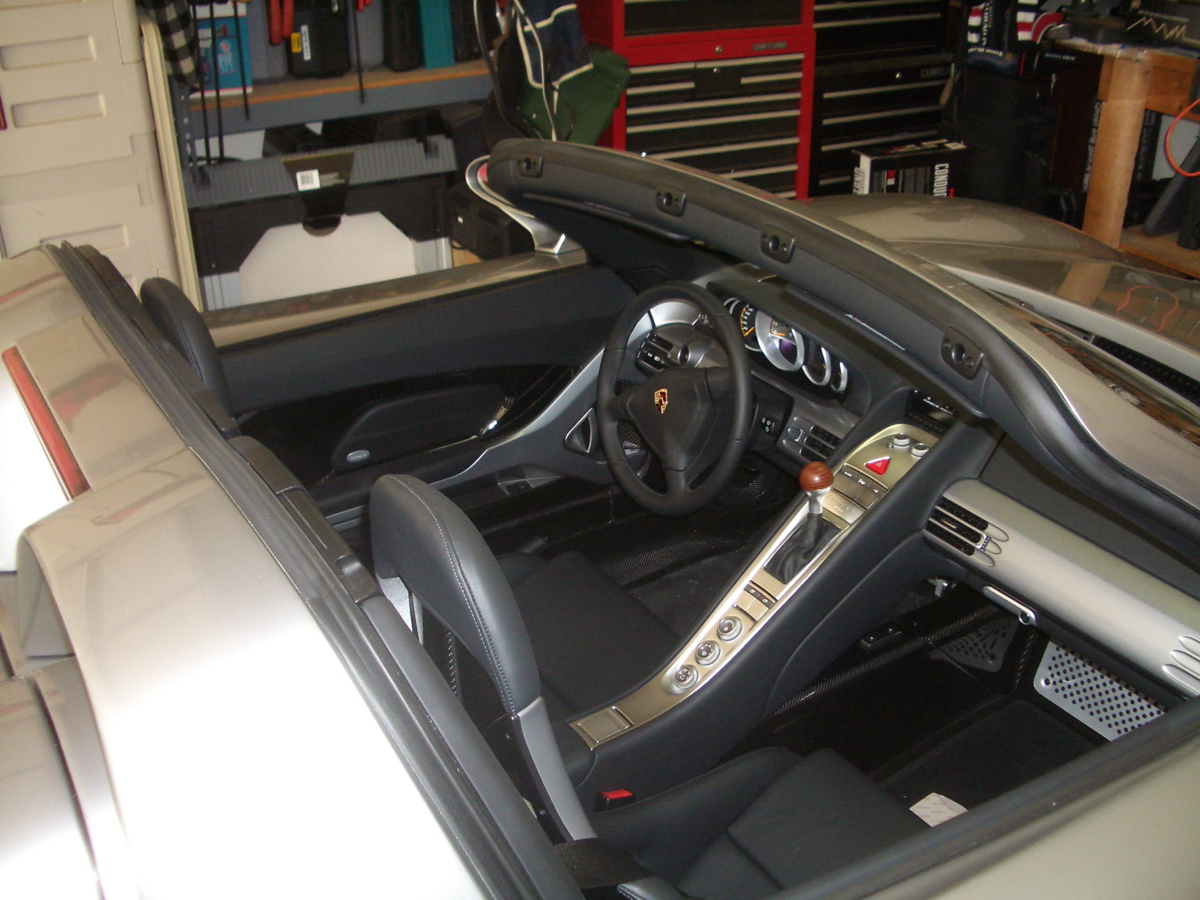
Interior del Porsche Carrera GT.

El Porsche Carrera GT és un automòbil superdeportiu produït pel fabricant alemany Porsche entre els anys 2003 i 2006. És una tracció posterior amb motor central darrere i carrosseria descapotable de dues portes i dues places. El Carrera GT va ser designat com el cotxe més ràpid de l'any 2005.Té una velocitat màxima superior a 330 km/h
En aquest mateix vehicle, va morir l'actor Paul Walker el 30 de novembre de 2013 al barri de València de la ciutat de Santa Clarita, Califòrnia.

## Història
El desenvolupament del Carrera GT es remunta als seus predecessors, els automòbils de carreres Porsche 911 GT1-98 i Porsche LMP1-98, que van ser abandonats quan el reglament de la FIA i de ACO va canviar en 1998. Porsche havia planejat inicialment que el substitut a ser estrenat en 1999 tindria un motor de sis cilindres amb turbocompressor, però el projecte es va ajornar l'any 2000 per desenvolupar un V10 atmosfèric. El V10 era un projecte abandonat que s'havia desenvolupat secretament en 1992 per a l'equip Footwork de Fórmula 1. El motor va ser ressuscitat per al prototip de li Mans i augmentat de cilindrada a 5,5 litres.
No obstant això, el projecte del gran turisme de li Mans va ser cancel·lat a dos dies del començament de proves de la primera unitat a mitjans de 1999, sobretot perquè parteix de l'equip d'enginyers de Porsche que estava treballant en la divisió esportiva va ser traslladat per desenvolupar el Porsche Cayenne. També es va especular que el president del Grup Volkswagen, Ferdinand Piëch, desitjava que l'Audi R8, el prototip de li Mans d'Audi, no rivalitzara amb el Porsche en la temporada 2000.
Porsche va modificar el disseny del projecte i ho va presentar com a prototip en el Saló de l'Automòbil de Ginebra de 2000. L'interès del públic i els guanys del reeixit Cayenne van portar al fet que Porsche decidís desenvolupar una versió de carrer d'edició limitada.
Porsche va començar a fabricar el Carrera GT l'any 2003 en la planta de Leipzig (Alemanya), i es va posar a la venda als Estats Units el 31 de gener de 2004 a un preu d'uns US$ 440.000. Originalment es planejava fabricar 1.500 unitats, però Porsche va anunciar a l'agost de 2005 que es deixaria de fabricar l'any 2006. Fins al 6 de maig de 2006, es van fabricar 1.270 unitats del Carrera GT, i 604 van ser venudes als Estats Units.

## Mecànica
El Carrera GT és impulsat per un motor V10 de 5,7 litres 612 DIN (605 SAE) cavalls de força (450 kW), mentre que el vehicle de concepte original presentat tenia una versió 5,5 litres 558 cavalls de força nominal de (416 kW). Porsche deia que acceleraria de 0 a 100 km/h (62,1 mph) en 2,89 segons i aconseguiria una velocitat màxima de més de 320 km/h (207 mph), encara que les proves per carretera van indicar que, en realitat, el cotxe pot accelerar de 0 a 97 km/h (60 mph) en 3,5 segons i 0-160 km/h (100 mph) en 6,8 segons, mentre 0-201 km/h (125 mph) en 9,9 segons
L'única caixa del canvi oferta és una manual de sis marxes. La palanca de canvis és de fusta de bedoll i freixe, en homenatge a la dels Porsche 917 que van competir en les Li Mans.

## Xassís i carrosseria
El xassís monocasc i el subchasis del Carrera GT estan dissenyats per col·lapsar després de la cabina en cas d'accident, a més estan fets íntegrament de fibra de carboni. El radiador del Carrera GT és prop de cinc vegades més gran que el del Porsche 911 Turbo. A diferència d'alguns dels seus rivals, el Carrera GT no ofereix control d'estabilitat, però sí control de tracció.
Els discos de fre de 380 mm estan fets de material ceràmic, pintats en groc, amb el nom de la marca "Porsche" i el capó posterior és de fibra de carboni. Igual que altres models de Porsche, el Carrera GT té un aleró posterior que es desplega en superar els 110 km/h, el qual permet un millor suport aerodinàmic a altes velocitats i evita que perdi el control i es desenvolupi sobreviraje.